# Igor González de Galdeano
Igor González de Galdeano Aranzábal (nascido em 1 de novembro de 1973) é um ex-ciclista espanhol que participava de competições de ciclismo de estrada. Correu profissionalmente entre 1995 e 2005. É atual diretor da equipe espanhola de categoria UCI ProTeam, Euskaltel-Euskadi.
Ele venceu três etapas da Volta à Espanha, corrida na qual terminou em segundo lugar em 1999, e em quarto lugar em 2003. No Tour de France foi o quinto, em 2001 e 2002. Também competiu em dois eventos nos Jogos Olímpicos de Atenas 2004.
É o irmão do ciclista Álvaro González de Galdeano.